# تله‌ماتیک

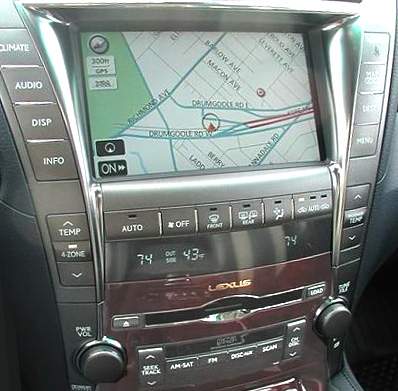
سامانه ناوبری لکسوس Gen V

دورا داده‌ورزی (انگلیسی: Telematics) یک میان‌رشته‌است که شامل ابزارهای ارسال، دریافت، ذخیره و تجزیه و تحلیل اطلاعات برای ناوبری خودرو می‌باشد که شامل ارتباطات از راه دور، فناوری وسایل نقلیه، حمل و نقل جاده‌ای، ایمنی جاده‌ها، مهندسی برق (سنسور، ابزار دقیق، ارتباطات بی‌سیم و …) و علوم کامپیوتر (چند رسانه‌ای، اینترنت و …) می‌شود. تله‌ماتیک می‌تواند شامل هرکدام از این زیرمجموعه‌ها باشد:
- فناوری ارسال، دریافت و ذخیره‌سازی اطلاعات از طریق دستگاه‌های ارتباط از راه دور برای کنترل مؤثر اشیاء از راه دور.
- یکپارچه سازی اطلاعات وسیله نقلیه و اطلاعات ارتباطات از راه دور برای استفاده در وسایل نقلیه با کنترل وسایل نقلیه در حال حرکت.
- تکنولوژی GNSS برای یکپارچه‌سازی اطلاعات کامپیوتر، تلفن همراه و اطلاعات از راه دور ماهواره و آنتن‌ها برای سامانه ناوبری خودرو
- (دقت بیشتر) استفاده از چنین سیستمی در وسایل نقلیه جاده‌ای، وسیله نقلیه مخابراتی نیز نامیده می‌شود.